# Шиповник согдийский
Шиповник согдийский (лат. Rosa sogdiana) — кустарник; вид рода Шиповник семейства Розовые (Rosaceae).

## Ботаническое описание
Кустарник 1—1,2 м высоты. Многолетние побеги коричневые, одно-двулетние — красновато-коричневые с сизым налетом. Шипы прямые или слегка изогнутые до 1 см длины, конические, у основания слегка сплюснутые, светло-серые, короче крупных листочков. У основания одно-двулетних побегов с примесью мелких игловидных прямых или слабо изогнутых шипиков.
Листья непарноперистые, с тремя, реже с двумя парами листочков и одним верхушечным листочком, равным по величине верхним боковым. Листочки широкообратнояйцевидные 0,8—1,9 (2,2) см длины, 0,6—1,3 (1,7) см ширины, снизу рассеянно волосистые, сверху голые, по краю редковолосистые, пильчато-зубчатые, реже дважды пильчато-зубчатые с сидячими светлыми желёзками на нижних и малых зубцах, на верхних без желёзок. Ось листа покрыта редкими длинными волосками и рассеянными коротко сидячими желёзками. Прилистники узкие, сверху голые, снизу по жилке покрыты длинными волосками, по краю желёзистые.
Цветки одиночные, реже по два. Венчик махровый красно-розовый, до 7,5 см в диаметре. Цветоножки голые, до 2 см длины. Гипантии удлиненно-яйцевидные, голые. Чашелистики цельные, 1,7—1,9 см длины, снаружи редко стебельчато-желёзистые с редкими длинными волосками, изнутри густо коротко опушенные, по отцветании кверху направленные, неопадающие. Зрелые плоды оранжево-красные. Прицветник один, удлиненно-овальный, пильчато-зубчатый, с желёзками по краю, сверху голый, снизу покрыт редкими длинными волосками с единичными желёзками или без них, у основания с двумя узкими прилистниками, подобными прилистникам листьев.
Цветение во второй половине мая — первой половине июня. Плодоношение в конце августа — сентябре.

## Распространение и экология
Эндемик Памиро-Алая. В природе ареал вида охватывает Западный Памир и, возможно, заходит на территорию Афганистана.
Местообитание сохранилось, по-видимому, благодаря человеку: встречается в садах и вблизи населенных пунктов на высоте 1600—2300 м над уровнем моря.